# 콜롬나

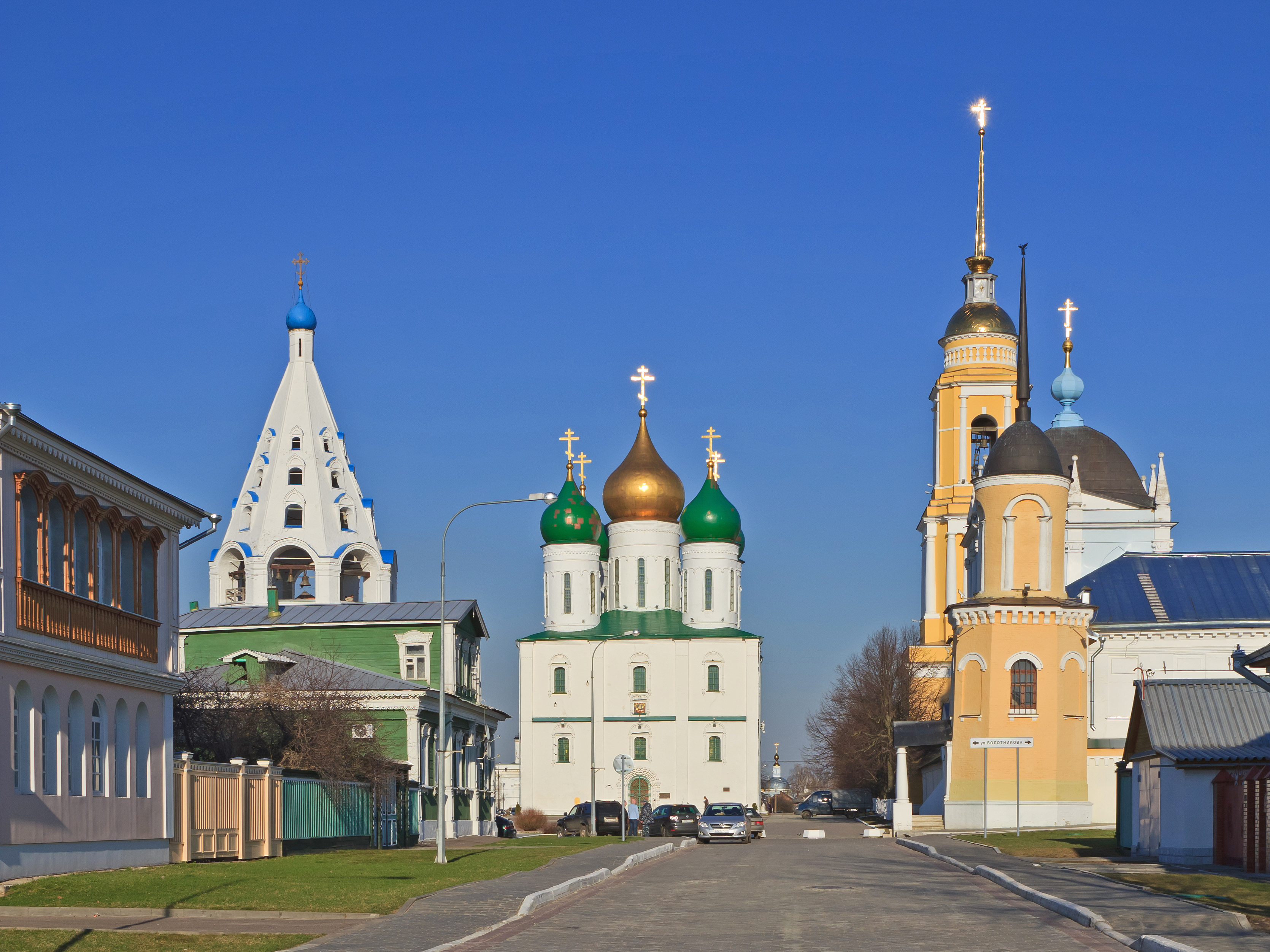

콜롬나(러시아어: Коломна, 문화어: 꼴롬나)는 1177년 모스크바강과 오카강 사이의 강변에 세워진 러시아의 유서 깊은 도시이다. 인구는 15만 129명(2002년)이고 모스크바주에 속해 있다. 콜롬나에 걸쳐있는 랴잔스크 선로가 모스크바로 116 km 뻗어나가는 모스크바 철도와 연결되어 있다.